# پیش از باران
پیش از باران (مقدونی: Пред дождот) فیلمی در ژانر درام است که در سال ۱۹۹۴ منتشر شد. از بازیگران آن می‌توان به راده سربزیا، گرگوار کولین و فیلیدا لاو اشاره کرد.
این فیلم توانست جایزهٔ شیر طلایی جشنواره فیلم ونیز را از آنِ خود کند.

## داستان
در پس‌زمینه آشفتگی سیاسی در مقدونیه و لندن معاصر، سه داستان عاشقانه در هم تنیده می‌شوند تا پرتره‌ای قدرتمند از اروپای مدرن خلق کنند.
هنگامی که یک حادثه مرموز در کوه‌های افسانه‌ای مقدونیه رخ می‌دهد، تهدیدی برای شروع یک جنگ داخلی است و یک راهب جوان خاموش، یک ویرایشگر عکس لندنی و یک عکاس سرخورده جنگ را در این داستان غم‌انگیز عاشقانه گرد هم می‌آورد. پیش از باران که در سه بخش روایت می‌شود و توسط شخصیت‌ها و رویدادها به هم مرتبط می‌شود، ماهیت سازش‌ناپذیر جنگ را بررسی می‌کند، زیرا زندگی افراد بی‌خبر را ویران می‌کند و بی‌گناهان را وادار می‌کند که طرفی را بگیرند.